# Oculus Rift
Rift е дисплей за виртуална реалност, който е идея на компанията Oculus VR. За да може идеята да види бял свят, компанията започва своя Kickstarter кампания с цел осигуряване на средства за разрабортка на техния първи продукт Oculus Rift. В този период компанията си осигурява $2.4 милиона долара за разработка на продукта, както и подкрепата на компании като Valve, Epic Games и Unity. Целта е да се революционизира начина, по който хората преживяват интерактивното съдържание.
Пускането на официалната версия на продукта за масовия потребител е насрочено за 28 март 2016 г.

## История
Чрез Meant to be Seen (MTB) („Направено за да се вижда“) форуми, Палмър Лъки, основател на Окулус, развил идеята за създаване на дисплей, който да е върху главата на потребителя, и да е по-ефикасен и евтин от наличните подобни продукти на пазара в този момент.
В същото време Джон Кармак прави свое собствено проучване и се натъква на разработките на Лъки. След създаването на първоначален вариант, Кармак харесал повече прототипа на Лъки и точно преди Експозицията на електронни забавления, ID Software обявили че тяхната бъдеща обновена версия на Doom 3 ще бъде съвместима с дисплей върху главата на потребителя, базиран на прототипа на Лъки, който ползва софтуер на Кармак. Прототипа включвал сензор на измерване на инерцията и 5.6-инчов LCD дисплей с двойни лещи, които са позиционирани над очите за да има 90-градусова хоризонтална и 110-градусова вертикална стереоскопична 3Д перспектива.
На 25 март 2014, Фейсбук обявява че има уговорена сделка за покупката на Oculus VR за 400 милиона долара в брой, 1.6 милиарда долара в акции на Фейсбук и допълнителни 300 милиона долара ако Oculus VR успее да постигне определени финансови резултати в сделки, които се очаква да приключи във втората четвърт на 2014.

## Версия за разработчици
През август 2012, Окулус обявяват че техния „dev kit“ вариант на Oculus Rift ще бъде раздаван като награда на хора, които ги подкрепят с повече от 300 долара в платформата Kickstarter. Приготвени са и 100 броя, които не са сглобени, и са предназначени за хора, дарили над 275 долара, и ще бъдат получени месец по-рано от сглобените.
Предварителни поръчки за версията за разработчици стават достъпни на 26 септември 2012. Тези комплекти са се продавали по 4 – 5 на минута в първия ден. Към 12 март 2014, Rift DK1 комплекта вече не е бил достъпен за поръчане от Окулус.
За разлика от първите бройки с 5.6-инчов дисплей, версията за разработчици ползва 7-инчов дисплей. Времето за реакция на пикселите е по-бързо, което намалява размазването на картината, когато потребителя си мръдне бързо главата. Запълването на пикселите е по-плътно, което спомага за по-добра и дълбока картина. LCD екрана е по-ярък и дълбочината на цветовете е 24 бита на пиксел.
Седем инчовия дисплей вече не прави възможно за лявото око да вижда част от това, което вижда дясното, и обратно. Полето на виждане по хоризонтала е над 90 градуса, което е повече от два пъти от това на конкурентите им. Резолюцията е 1280х800 пиксела.
Първоначалните прототипи ползвали сензор за следене на движението Hillcrest Labs, 3DoF, с честота 125 херца със специален софтуер, който усилва честотата до 250 херца, за по-бърза реакция. Последната версия ползва собствен сензор на Окулус с честота 1000 херца. Той ползва три-осеви жироскопа, акселерометър и магнитомер, осигуряващи моментална реакция на всяко движение.
Теглото на комплекта е приблизително 379 гр. (13.4 унция), което е повече с около 90 грама (3.2 унция) като тегло поради увеличения размер на екрана, като в това тегло не са включени слушалки.
Регулиращ механизъм на всяка от страните на комплекта позволява регулиране на всеки дисплей чрез придвижване по-близо или по-далече от очите. Development kit-а също включва сменяеми лещи, които позволяват лесно диоптрично коригиране.
През юни 2013, 1080p версия на Окулус Рифт е била показана на Electronic Entertainment Expo.
Целият сорс за Rift DK1 е бил пуснат за разпространение през септември 2014, включително и фърмуер, схемите и механичните компоненти за усторойството. Фърмуерът е пуснат под опростен BSD лиценз, докато схемите и механичните компоненти – под Creative Commons Attribution 4.0 license международен лиценз.
| - Oculus Rift – Отпред - Oculus Rift – Отзад - Oculus Rift – Контролер |

## Приложение
Гейминг – Oculus Rift първоначално бил предназначен за използване в гейминг индустрията, позволявайки на играчите да играят както никога преди. Слагането на Rift очилата дава на потребителя усещането, че е потопен във виртуален свят в който няма ограничения. Играчите вече могат да изпитат усещане за свободно движение в различни среди, летене, битки и състезания каквото допреди това не би било възможно. Много разработчици на игри закупили developer kit на Oculus започват да правят игрите си съвместими с Rift, разпознавайки потенциала му за обогатяване на гейминг преживяването. Много от съществуващите вече игри не могат да се съчетаят с Oculus Rift поради ред причини: бърза скорост, сюжетни сцени, трето лице, невъзможност да видиш собственото си тяло.

Образование – Oculus Rift е по-добрата алтернатива на онлайн курсовете, давайки възможно най-реалистичното усещане. Вкарвайки участника в среда много по-близка до реалната, спомага за по-лесното усвояване на материала който се изучават. От икономическа гледна точка Oculus Rift спестява финанси на ползвателите, спестявайки им разходи за транспорт и настаняване, и същевременно давайки им възможно най-близкото усещане за присъствено обучение.

Oculus Rift дава възможност на деца в началното образование да изследват 3D модели което драстичното повишава тяхната заинтересованост в изучавания предмет и спомага за по-лесното му усвояване. Редица страни са разпознали Oculus Rift като надеждно образователно средство и са започнали неговата интеграция в учебните програми.

Инженерство и Архитектура – Голяма част от ресурсите вложени в даден проект отиват за разработката и създаването на прототипни модели. Oculus Rift позволява на инженерите и архитектите нагледно да се запознаят с разработвания от тях модел във виртуалното пространство. Разнородни архитектурни моделите разработвани във виртуалната среда могат да бъдат съчетани с 3D принтер което спомага за тяхната до разработка и усъвършенстване. Голям недостатък на Oculus Rift е липсата на прецизност, което е и главната причина тази технология да не е широко разпространена в строителна индустрия. 

Симулации – Симулациите са едно по-очевидните приложения на Oculus Rift. Въпреки че вече съществуват подобни много по-усъвършенствани уреди за обучаване в медицината, армията и авиацията, Oculus Rift има предимството че е лесно преносим и е значително по-евтин, което го прави приложим в повече области. Едно приложение на Oculus Rift е лекуване на пациенти с психически заболявания. Поставяйки пациенти страдащи от фобии или стрес в предварително режисирани ситуации спомага за тяхното лекуване. Друга сфера на приложение е симулации на стресови моменти, в които се цели участника да придоби правилното поведение в такъв вид ситуация.

## Подобни проекти
Освен по идеята за Окулус, Палмър Лъки също работи по проекта FOV2GO – евтин kit състоящ се от кутия с оптика която ти позволява да сглобиш HMD дисплей използвайки мобилния си телефон. Проектът FOV2GO е достъпен като приложение за мобилните телефони за всеки който иска да си го построи сам.
Екип от Южнокалифорнийския университет работят по проекта „Holodeck“, който цели създаването на пълно виртуално преживяване. С използването на Razer Hydra контролери, устройства за позиционно проследяване и Окулус HMDs, те създават илюзията да бъдеш в изцяло нов виртуален свят.
През 2014 на конференцията за разработка на игри, Sony представиха своя проект „Морфей“. На конференцията те представиха прототип на продукта им за всички желаещи да го изпробват.

## Негативни ефекти
Доказано е че прекарването голямо време във виртуална реалност води до негативни ефекти върху физическото състояние на човека. Типични са чувството за дезориентация, влошена координация на крайниците, гадене, световъртеж, кинетоза (морска болест), трудно пазене на равновесие и др. При ежедневно стоене във виртуалната реалност в продължение на месеци се наблюдава феномена при които мозъка на човек започва да възприема виртуална среда като нормална и често срещани грешки във физиката на виртуалната реалност престават да правят впечатление и се възприемат за нормални. Точно това се случило на екипа от разработчици на Oculus Rift, следователно те не били способни сами да откриват очевидни грешки и трябвало с тази задача да се заемат други хора. Проучвания показват че хора държащи се нормално във виртуалната реалност всъщност имат драстично намалени някои мозъчни функции. Например, 60% частта от мозъка която служи за осъзнаването на позицията на човека в пространството е неактивна, а останалата активната част се държи по нетипичен начин. Компании производители на устройства за виртуална реалност предупреждават клиентите си да не използват продължително време продукта им, тъй като може да бъде упадъчен за здравето им.

## Награди
- IGN – Coolest Tech (2013, E3)[17]
- IGN Italia – Best Innovation (2013, E3, Premio all’innovazione)[18]